# Anne Løkke
Anne Løkke (født 9. november 1957) er dansk professor og dr. phil. i historie ved Saxo-instituttet på Københavns Universitet. 
Hendes forskningsområde er dansk social-, kultur- og sundhedshistorie. Hun blev dr. phil. i 1998 med afhandling Døden i barndommen. Spædbørnsdødelighed og moderniseringsprocesser i Danmark 1800-1920. Afhandlingen behandler den historiske udvikling i børnedødelighed rundt om i landet, og hvordan den blev påvirket af forskellige ideer om spædbarnspleje.
Hun er leder af forskningsgruppen BioHistorie Group og partner i det tværvidenskabelige forskningsprojekt Governing Obesity.
I 2014 fik hun Dansk Magisterforenings forskningspris for Humaniora og Samfundsvidenskab for sit arbejde med at kombinere det kulturanalytiske og medicinske område, og på den måde skabe nye indsigter i, hvordan kulturelle valg kan vise sig altafgørende for liv og død.

## Bøger
- Børneafdelingen. Syge børn og børnesygdomme på Rigshospitalet 1910-2010 (2010)
- Patienternes Rigshospital 1757-2007 (København: Gad, 2007)
- Døden i barndommen. Spædbørnsdødelighed og moderniseringsprocesser i Danmark 1800-1920. (København: Gyldendal, 1998)
- Vildfarende børn - om forsømte og kriminelle børn mellem filantropi og stat 1880-1920 (København, 1990)